# Luxlait
La Luxlait est la plus grande laiterie du Luxembourg. Elle vend sous sa propre marque du lait et des produits laitiers.

## Historique
La Luxlait est fondée en 1894 en tant que société privée sous le nom de « Central-Molkerei » (Laiterie centrale) avec un capital de 60 000 francs luxembourgeois. Ses propres actions étaient connus sous le titre de « Zentralmolkerei ».
Au cours de la Seconde Guerre mondiale, le secteur laitier luxembourgeois a connu une réorganisation forcée et les activités de la laiterie ont connu un essor considérable. La quantité de lait produite quotidiennement est passée de 2 000 litres à la fin des années 1930 à 40 000 litres à la fin de la Seconde Guerre mondiale.
Luxlait est certifié Halal par BECI.

## Organisation
En février 2019, le comité de la coopérative laitière a choisi Marc Reiners pour succéder à John Rennel, après presque 30 ans au poste de président.